# 19383 Rolling Stones
19383 Rolling Stones este o planetă minoră (asteroid), cu un diametru de 2,682 km, din centura de asteroizi. A fost descoperită pe 29 ianuarie 1998 la observatoire de la Côte d'Azur⁠(d) de OCA-DLR Asteroid Survey⁠(d) și a fost numită după The Rolling Stones. 
Obiectul prezintă o orbită caracterizată de o semiaxă mare de 2,3092007 UAi, o excentricitate de 0,15, o înclinație de 6,79187 ° în raport cu ecliptica.